# دوايت إتش بيركنز (مهندس معماري)
دوايت إتش بيركنز (بالإنجليزية: Dwight H. Perkins) هو مهندس معماري أمريكي، ولد في 26 مارس 1867، وتوفي في 2 نوفمبر 1941.